# Palazzo Reale Wang Derm
Il Palazzo Reale Wang Derm, o Palazzo Reale di Thonburi, è situato nel quartiere di Thonburi a Bangkok in Thailandia, fu la residenza del re Taksin del Regno di Thonburi dal 1768 al 1782. È attualmente la sede del quartier generale della Reale Marina Militare Thailandese.

## Storia
Fu costruito come Palazzo Reale di Thonburi nel 1768 dal re Taksin, dopo che questi sconfisse i birmani che avevano distrutto nell'aprile del 1767 il Regno di Ayutthaya radendo al suolo la capitale. Riuscì nell'intento di scacciare gli invasori a soli sette mesi dalla capitolazione della città. Trasferì la capitale a Thonburi per la sua posizione strategica vicino al mare, e da qui cominciò la riunificazione del paese che si era spaccato dopo la distruzione di Ayutthaya. Anche questa impresa gli riuscì in breve tempo e si fece incoronare re nel nuovo Palazzo il 28 dicembre 1768. Con la sua ascesa al trono nacque il Regno di Thonburi di cui fu l'unico monarca. Non ebbe mai il tempo di ingrandire ed abbellire la città, impegnato come fu nelle guerre interne del Siam e in quelle espansionistiche, e il Palazzo Reale fu l'unico edificio degno di nota costruito durante il suo breve regno.
Fu eretto sulla riva occidentale del fiume Chao Phraya, tra il Wat Arun, che il monarca ribattezzò Wat Chaeng, e la vecchia fortezza Wichayen (fatta costruire per le guarnigioni francesi dal re di Ayutthaya Narai nel XVII secolo), a cui Taksin diede l'attuale nome di Wichaiprasit Fort. Wat Arun, il forte ed il Wat Molee Lokayaram, sul lato sud, che esistevano già prima, furono inglobati nel parco del nuovo Palazzo.
Dopo che Taksin manifestò segni di squilibrio mentale, una rivolta popolare lo detronizzò nel 1782. Un suo generale sedò la ribellione, fece decapitare il re ed il 6 aprile 1782 divenne il nuovo sovrano del Siam Rama I, capostipite della dinastia Chakri che tuttora regna in Thailandia. Re Rama I spostò la capitale sul lato opposto del Chao Phraya, di fronte a Thonburi, nell'allora piccolo villaggio di Bangkok, ribattezzandolo Rattanakosin. Qui fece costruire il nuovo Grande Palazzo Reale, mentre al Palazzo di Thonburi diede il nome attuale: Phra Racha Wang Derm (TH)  ประวัติพระราชวังเดิม (che significa Palazzo Reale Originale). L'area su cui sorgeva fu rimpicciolita e privata dei due templi ((TH)  wat).
Il nuovo monarca stabilì che, per la sua strategica posizione sul fiume, fosse presidiato da membri della famiglia reale, un'usanza che fu rispettata fino al regno di re Rama V. Tra i più famosi che vi risiedettero ci furono:
| Regno    | Membri della famiglia reale residenti a Wang Derm                            | Periodo             |
| -------- | ---------------------------------------------------------------------------- | ------------------- |
| Rama I   | Principe Tibetbodin Principe Isarasundhorn (in seguito re Rama II)           | 1782-1785 1785-1809 |
| Rama II  | Principe Pitakmontri Principe Mongkut (in seguito Rama IV)                   | 1811-1822 1823-1824 |
| Rama III | Principe Isares Rangsan (in seguito secondo re Pinklao nel regno di Rama IV) | 1824-1851           |
| Rama IV  | Principe Vongsa Thirajsnid                                                   | 1851-1870           |
| Rama V   | Principe Chakrapadibhongse                                                   | 1871-1900           |

Pinklao, fratello di Rama IV, che già viveva a Wang Derm, si fece costruire una sua residenza personale all'interno del parco, fu questo il primo edificio in stile occidentale nel Siam.
Tre furono i sovrani che nacquero a Wang Derm: Rama III, Rama IV e Pinklao, che quando fu nominato erede al trono (o Palazzo Davanti) dal fratello Rama IV fu investito di pari dignità reale, tanto da venire chiamato secondo re.
Alla morte del principe Chakrapadibhongse nel 1900, Rama V donò il palazzo all'Accademia Navale, dando istruzioni che venissero preservate la sala del trono, la residenza di Pinklao, e il tempietto dedicato a Taksin. Nel 1944 l'Accademia Navale cambiò locazione e da allora Wang Derm è diventato il quartier generale della Marina Militare Reale Thailandese.
Il Palazzo fu costruito in uno stile sobrio, lontano dal lusso con cui solitamente vengono erette le residenze reali, ed è formato da due ali disposte a "T", quella settentrionale che è la sala del trono, dove si riuniva la corte del re, e quella meridionale che era la residenza del sovrano.